# 南鄭戰鬥
南鄭戰鬥發生於1918年12月6日，地點則是在中國陝西西南。是北洋政府時期內戰之一，交戰兩方為四川靖國軍及陝西靖國軍。戰鬥末了，四川靖國軍未如所願消滅劉存厚殘軍。